# CCDC107
CCDC107 (англ. Coiled-coil domain containing 107) – білок, який кодується однойменним геном, розташованим у людей на 9-й хромосомі. Довжина поліпептидного ланцюга білка становить 283 амінокислот, а молекулярна маса — 30 509.
| 10         |  | 20         |  | 30         |  | 40         |  | 50         |
| ---------- |  | ---------- |  | ---------- |  | ---------- |  | ---------- |
| MAGAVSLLGV |  | VGLLLVSALS |  | GVLGDRANPD |  | LRAHPGNAAH |  | PGSGATEPRR |
| RPPLKDQRER |  | TRAGSLPLGA |  | LYTAAVAAFV |  | LYKCLQGKDE |  | TAVLHEEASK |
| QQPLQSEQQL |  | AQLTQQLAQT |  | EQHLNNLMAQ |  | LDPLFERVTT |  | LAGAQQELLN |
| MKLWTIHELL |  | QDSKPDKDME |  | ASEPGEGSGG |  | ESAGGGDKVS |  | ETGTFLISPH |
| TEASRPLPED |  | FCLKEDEEEI |  | GDSQAWEEPT |  | NWSTETWNLA |  | TSWEVGRGLR |
| RRCSQAVAKG |  | PSHSLGWEGG |  | TTAEGRLKQS |  | LFS        |  |            |

A: Аланін

C: Цистеїн

D: Аспарагінова кислота

E: Глутамінова кислота

F: Фенілаланін

G: Гліцин

H: Гістидин

I: Ізолейцин

K: Лізин

L: Лейцин

M: Метіонін

N: Аспарагін

P: Пролін

Q: Глутамін

R: Аргінін

S: Серин

T: Треонін

V: Валін

W: Триптофан

Задіяний у такому біологічному процесі, як альтернативний сплайсинг. 
Локалізований у мембрані.